# Panathīnaïkos Athlītikos Omilos 2014-2015
Questa voce raccoglie le informazioni riguardanti il Panathīnaïkos Athlītikos Omilos nelle competizioni ufficiali della stagione 2014-2015.

## Rosa
| N. |                        | Ruolo | Calciatore                      |
| -- | ---------------------- | ----- | ------------------------------- |
| 1  | Grecia (bandiera)      | P     | Stefanos Kotsolīs               |
| 2  | Grecia (bandiera)      | D     | Panagiōtīs Spyropoulos          |
| 3  | Grecia (bandiera)      | D     | Diamantīs Chouchoumīs           |
| 4  | Grecia (bandiera)      | D     | Giorgos Koutroubis              |
| 5  | Grecia (bandiera)      | D     | Konstantinos Triantafyllopoulos |
| 6  | Paesi Bassi (bandiera) | C     | David Mendes da Silva           |
| 7  | Belgio (bandiera)      | A     | Viktōr Klōnaridīs               |
| 8  | Grecia (bandiera)      | C     | Anastasios Lagos                |
| 9  | Svezia (bandiera)      | A     | Marcus Berg                     |
| 10 | Portogallo (bandiera)  | C     | Zeca                            |
| 11 | Svezia (bandiera)      | C     | Emir Bajrami                    |
| 12 | Grecia (bandiera)      | D     | Nikos Marinakīs                 |
| 14 | Nigeria (bandiera)     | C     | Abdul Ajagun                    |
| 15 | Inghilterra (bandiera) | P     | Luke Steele                     |
| 16 | Grecia (bandiera)      | C     | Vasilīs Angelopoulos            |
| 17 | Svezia (bandiera)      | A     | Valmir Berisha                  |

| N. |                        | Ruolo | Calciatore                 |
| -- | ---------------------- | ----- | -------------------------- |
| 19 | Grecia (bandiera)      | A     | Nikos Karelīs              |
| 20 | Grecia (bandiera)      | D     | Efstathios Tavlaridīs      |
| 21 | Spagna (bandiera)      | D     | Nano                       |
| 22 | Paesi Bassi (bandiera) | C     | Ouasim Bouy                |
| 23 | Croazia (bandiera)     | D     | Gordon Schildenfeld        |
| 24 | Grecia (bandiera)      | D     | Spyros Risvanīs            |
| 26 | Grecia (bandiera)      | C     | Athanasios Dinas           |
| 27 | Grecia (bandiera)      | C     | Charis Mavrias             |
| 28 | Grecia (bandiera)      | C     | Giannis Stamatakis         |
| 29 | Grecia (bandiera)      | C     | Sōtīrīs Ninīs              |
| 31 | Grecia (bandiera)      | D     | Chrīstos Bourbos           |
| 32 | Croazia (bandiera)     | C     | Danijel Pranjić            |
| 33 | Croazia (bandiera)     | A     | Mladen Petrić              |
| 34 | Grecia (bandiera)      | C     | Paschalis Staikos          |
| 35 | Grecia (bandiera)      | P     | Alexandros Anagnostopoulos |
| 61 | Grecia (bandiera)      | P     | Kostas Kotsaris            |

## Calciomercato

### Sessione estiva(dal 01/07 al 01/09)
| Arrivi | Arrivi              | Arrivi       | Arrivi     |
| R.     | Nome                | da           | Modalità   |
| ------ | ------------------- | ------------ | ---------- |
| P      | Luke Steele         |              | svincolato |
| D      | Chrīstos Bourbos    |              | svincolato |
| D      | Gordon Schildenfeld | Dinamo Mosca | prestito   |
| C      | Ouasim Bouy         | Juventus     | prestito   |
| C      | Sōtīrīs Ninīs       |              | svincolato |
| A      | Valmir Berisha      | Roma         | prestito   |

| Partenze         | Partenze                    | Partenze     | Partenze      |
| R.               | Nome                        | a            | Modalità      |
| ---------------- | --------------------------- | ------------ | ------------- |
| P                | Nestor Gekas                | Fostiras     | prestito      |
| P                | Stefanos Kapino             | Magonza      | definitivo    |
| D                | Nikos Marinakīs             | Nikī Volo    | prestito      |
| D                | Alexandros Mouzakitis       | Nikī Volo    | prestito      |
| D                | Alexandros Tabakis          | Nikī Volo    | prestito      |
| C                | Vangelis Anastasopoulos     | Nikī Volo    | prestito      |
| A                | Konstantinos Apostolopoulos |              | svincolato    |
| A                | Nikos Giannitsanis          | Nikī Volo    | prestito      |
| Altre operazioni |                             |              |               |
| R.               | Nome                        | da           | Modalità      |
| D                | Gordon Schildenfeld         | Dinamo Mosca | fine prestito |

### Sessione invernale(dal 01/01 al 31/01)
| Arrivi           | Arrivi                  | Arrivi      | Arrivi        |
| R.               | Nome                    | da          | Modalità      |
| ---------------- | ----------------------- | ----------- | ------------- |
| D                | Nikos Marinakīs         | Nikī Volo   | fine prestito |
| D                | Efstathios Tavlaridīs   | Atromītos   | definitivo    |
| C                | Charis Mavrias          | Southampton | prestito      |
| Altre operazioni |                         |             |               |
| R.               | Nome                    | da          | Modalità      |
| D                | Alexandros Mouzakitis   | Nikī Volo   | fine prestito |
| D                | Alexandros Tabakis      | Nikī Volo   | fine prestito |
| C                | Vangelis Anastasopoulos | Nikī Volo   | fine prestito |
| A                | Nikos Giannitsanis      | Nikī Volo   | fine prestito |

| Partenze | Partenze                | Partenze  | Partenze   |
| R.       | Nome                    | a         | Modalità   |
| -------- | ----------------------- | --------- | ---------- |
| D        | Alexandros Mouzakitis   | Paniōnios | definitivo |
| D        | Spyros Risvanīs         | Paniōnios | prestito   |
| D        | Alexandros Tabakis      | VVV-Venlo | prestito   |
| C        | Vangelis Anastasopoulos | Lamia     | definitivo |
| C        | Emir Bajrami            | Elfsborg  | definitivo |
| A        | Nikos Giannitsanis      | Lamia     | definitivo |

## Risultati

### Eliteserien

#### Girone di andata
| Arbitro: | Thanos (Grevena) |

|             |           |                    |
| Kotsios 77’ | Marcatori | 84’ (rig.) Pranjić |

| Arbitro: | Koukoulakis (Candia) |

|                             |           |            |
| Ajagun 90'+1’ Petrić 90'+4’ | Marcatori | 85’ Boumal |

## Statistiche

### Statistiche dei giocatori
| Giocatore          | Souper Ligka Ellada | Souper Ligka Ellada | Souper Ligka Ellada | Souper Ligka Ellada | Kypello Ellados | Kypello Ellados | Kypello Ellados | Kypello Ellados | Champions League+Europa League | Champions League+Europa League | Champions League+Europa League | Champions League+Europa League | Altre coppe | Altre coppe | Altre coppe | Altre coppe | Totale   | Totale | Totale      | Totale     |
| Giocatore          | Presenze            | Reti                | Ammonizioni         | Espulsioni          | Presenze        | Reti            | Ammonizioni     | Espulsioni      | Presenze                       | Reti                           | Ammonizioni                    | Espulsioni                     | Presenze    | Reti        | Ammonizioni | Espulsioni  | Presenze | Reti   | Ammonizioni | Espulsioni |
| ------------------ | ------------------- | ------------------- | ------------------- | ------------------- | --------------- | --------------- | --------------- | --------------- | ------------------------------ | ------------------------------ | ------------------------------ | ------------------------------ | ----------- | ----------- | ----------- | ----------- | -------- | ------ | ----------- | ---------- |
| A. Anagnostopoulos | 0                   | -0                  | 0                   | 0                   | 0               | -0              | 0               | 0               | 0                              | -0                             | 0                              | 0                              | -           | -           | -           | -           | 0        | -0     | 0           | 0          |
| V. Berisha         | 1                   | 0                   | 0                   | 0                   | 0               | 0               | 0               | 0               | 0                              | 0                              | 0                              | 0                              | -           | -           | -           | -           | 1        | 0      | 0           | 0          |
| D. Chouchoumis     | 14                  | 1                   | 2                   | 0                   | 3               | 0               | 0               | 0               | 1                              | 0                              | 1                              | 0                              | -           | -           | -           | -           | 18       | 1      | 3           | 0          |
| K. Kotsaris        | 0                   | -0                  | 0                   | 0                   | 1               | -2              | 0               | 0               | 0                              | -0                             | 0                              | 0                              | -           | -           | -           | -           | 1        | -2     | 0           | 0          |
| S. Kotsolis        | 6                   | -7                  | 2                   | 0                   | 3               | -3              | 1               | 0               | 7                              | -10                            | 0                              | 0                              | -           | -           | -           | -           | 16       | -20    | 3           | 0          |
| G. Koutroubis      | 24                  | 0                   | 3                   | 0                   | 2               | 0               | 1               | 0               | 6                              | 0                              | 0                              | 0                              | -           | -           | -           | -           | 32       | 0      | 4           | 0          |
| L. Steele          | 33                  | -26                 | 2                   | 0                   | 1               | -1              | 0               | 0               | 3                              | -5                             | 0                              | 0                              | -           | -           | -           | -           | 37       | -32    | 2           | 0          |
| P. Spyropoulos     | 0                   | 0                   | 0                   | 0                   | 1               | 0               | 0               | 0               | 0                              | 0                              | 0                              | 0                              | -           | -           | -           | -           | 1        | 0      | 0           | 0          |